# Римавичюс, Лауринас
Лаури́нас Рима́вичус (лит. Laurynas Rimavičius; 21 октября 1985, Кедайняй) — литовский футболист, полузащитник.
В начале 2013 года Лауринас Римавичус был заявлен за рижскую «Даугаву», однако был вычеркнут из заявки клуба перед самым началом чемпионата Латвии.

## Достижения
- Чемпион Литвы: 2005, 2008